# ブドウを持った聖母 (クラナッハ)
『ブドウを持った聖母』（ブドウをもったせいぼ、西: La Virgen y el Niño con un racimo de uvas、英: The Virgin and Child with a Bunch of Grapes）は、ドイツ・ルネサンス期の画家ルーカス・クラナッハ (父) が1509-1510年ごろ、板上に油彩で制作した絵画である。聖母子の背後の壁に、画家が用いた翼のあるヘビの紋章が見られる。作品は1936年にティッセン＝ボルネミッサ・コレクションに入り、コレクションがスペイン政府に売却された1993年以来、マドリードのティッセン＝ボルネミッサ美術館に所蔵されている。

## 作品
本作は、「ブドウを持った聖母」という図像の典型であり、クラナッハはこの主題を後年にいたっても数多く手がけた。キリスト教の考えにもとづけば、ブドウはイエス・キリストの生命を、ブドウ酒はキリストの血を象徴し、聖母マリアは神なるブドウの実としての幼子キリストを包みはぐくむ樹であるとみなされる。
画面で、キリストは聖母が手に持ったブドウの房に手をかけ、もう一方の手でブドウを一粒摘まんでいる。これは、聖餐と救世主としてのキリストに言及するものである。聖母の物思いに沈んだ視線は鑑賞者をすり抜け、すでに将来のキリストに降りかかる受難を予告する。ちなみに彼女の表情は、エルミタージュ美術館に所蔵されているクラナッハの『ヴィーナスとキューピッド』 (1509年) のヴィーナスに非常によく似ている。
この絵画は素晴らしい風景描写が注目に値する。背景としての風景描写は、クラナッハの画業の開始時から彼の構図において重要なものであり、後にドナウ派と呼ばれる画家たちが発展させるものである。初期のあまり多くない聖母子像の中で、クラナッハは広大な風景を背景に人物像を描いており、そこにイタリア美術からの影響を指摘することは難しくない。クラナッハの聖母像は、その風景の重要性において特にフランチェスコ・フランチャの作品と結びつく。事実、本作は、イギリスのナショナル・トラストが所蔵するフランチャの『聖母子』に類似している。
本作の高い視点からとらえられた風景は大きな樹木の広がりの周囲に展開し、視線を遠方に導く青色の色調で描かれた山脈で終わっている。風景の右側には城塞があるが、城塞は左側の松の木とともにクラナッハの宗教的作品に繰り返し描かれるモティーフである。風景は、木々の枝、茂み、城塞が最小の細部にいたるまで描かれている。なお、城塞に続く小道にいる人物は聖ヨセフであると特定されている。

## ギャラリー

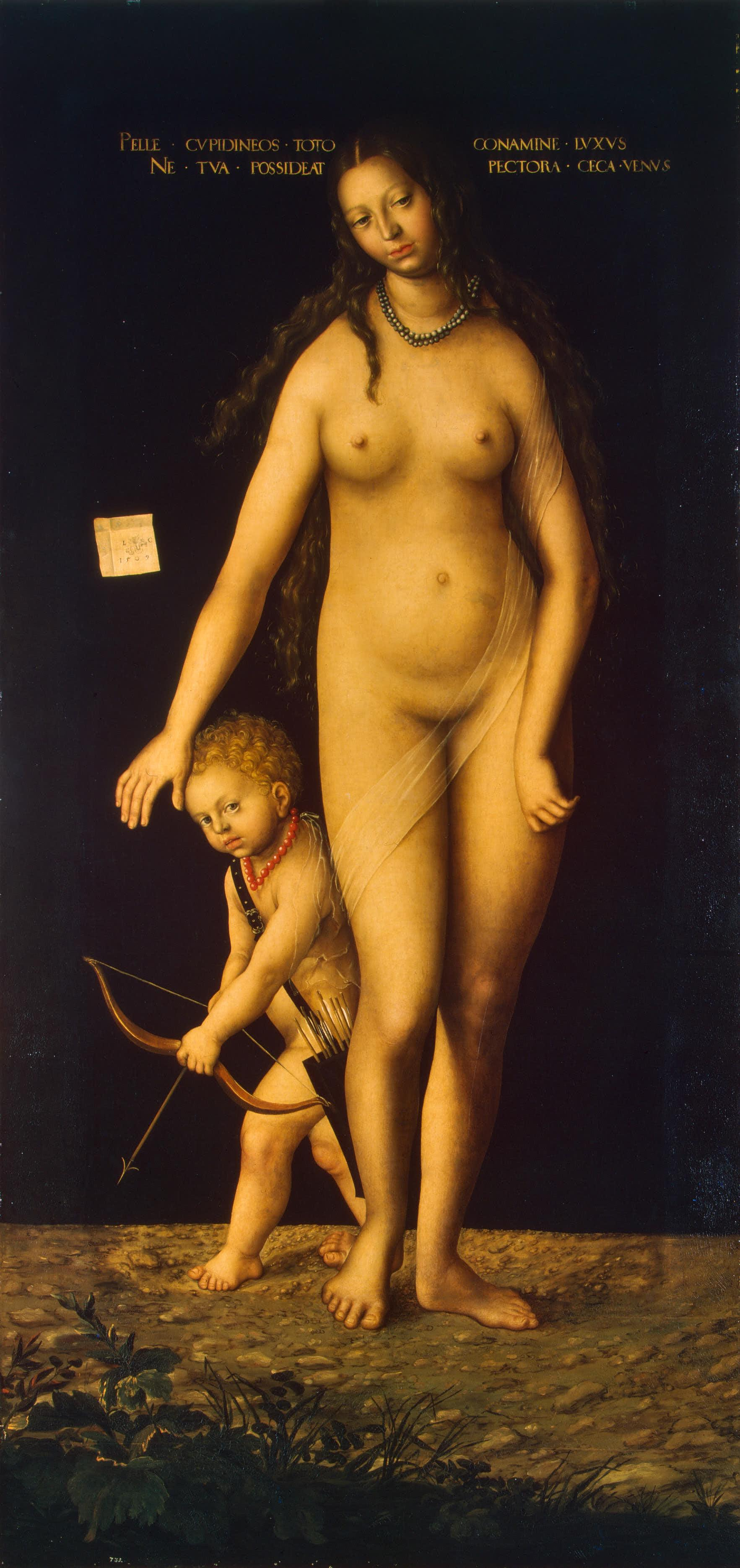
ルーカス・クラナッハ (父) 『ヴィーナスとキューピッド』 (1509年)、エルミタージュ美術館 (サンクトペテルブルク)
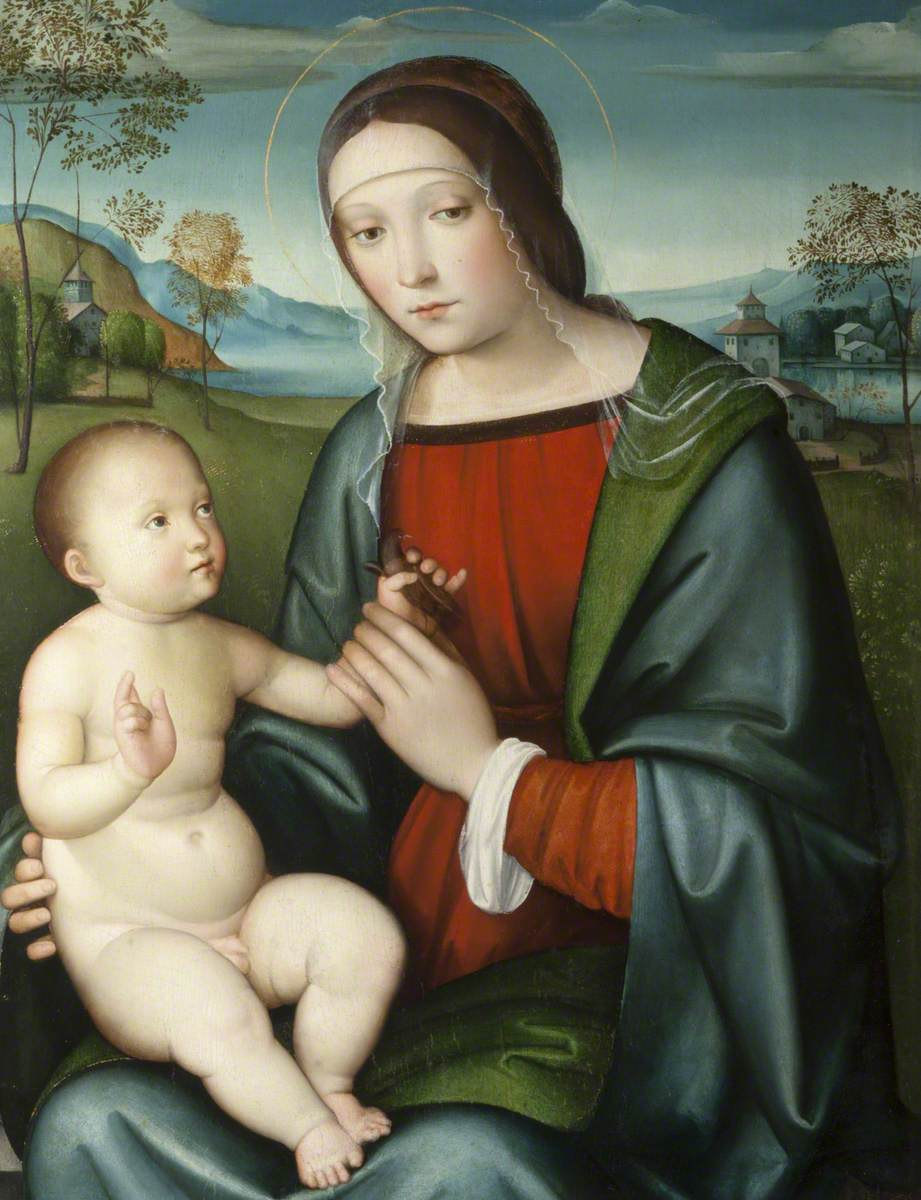
フランチェスコ・フランチャ『聖母子』 (1502-1505年ごろ)、ナショナル・トラスト (イギリス)